# Rue des Sables
La rue des Sables (en néerlandais : Zandstraat) à Bruxelles va de la rue du Marais à la jonction de la rue Saint-Laurent et de la rue du Meyboom. Avant les travaux de la jonction Nord-Midi, elle allait jusqu'à la rue Montagne de Sion (disparue).

## Historique
La rue des Sables est une artère ancienne, mentionnée en 1295 sous le nom de « Vicus Sabeli » et en 1301 sous le nom flamand de « Savelstrate ». Elle porta ensuite le nom de « rue des Capucines ». Sous le régime français, en 1798, elle acquit définitivement son nom actuel.
Sous l'Ancien Régime, les principaux édifices de cette rue étaient le couvent des Capucines et le couvent Sainte-Élisabeth. Ce dernier a été supprimé en 1783, brièvement utilisé comme hôpital militaire par les Autrichiens puis par les Français, transformé ensuite en caserne désaffectée en 1912 puis démolie dans les années suivantes.

## Bâtiments remarquables

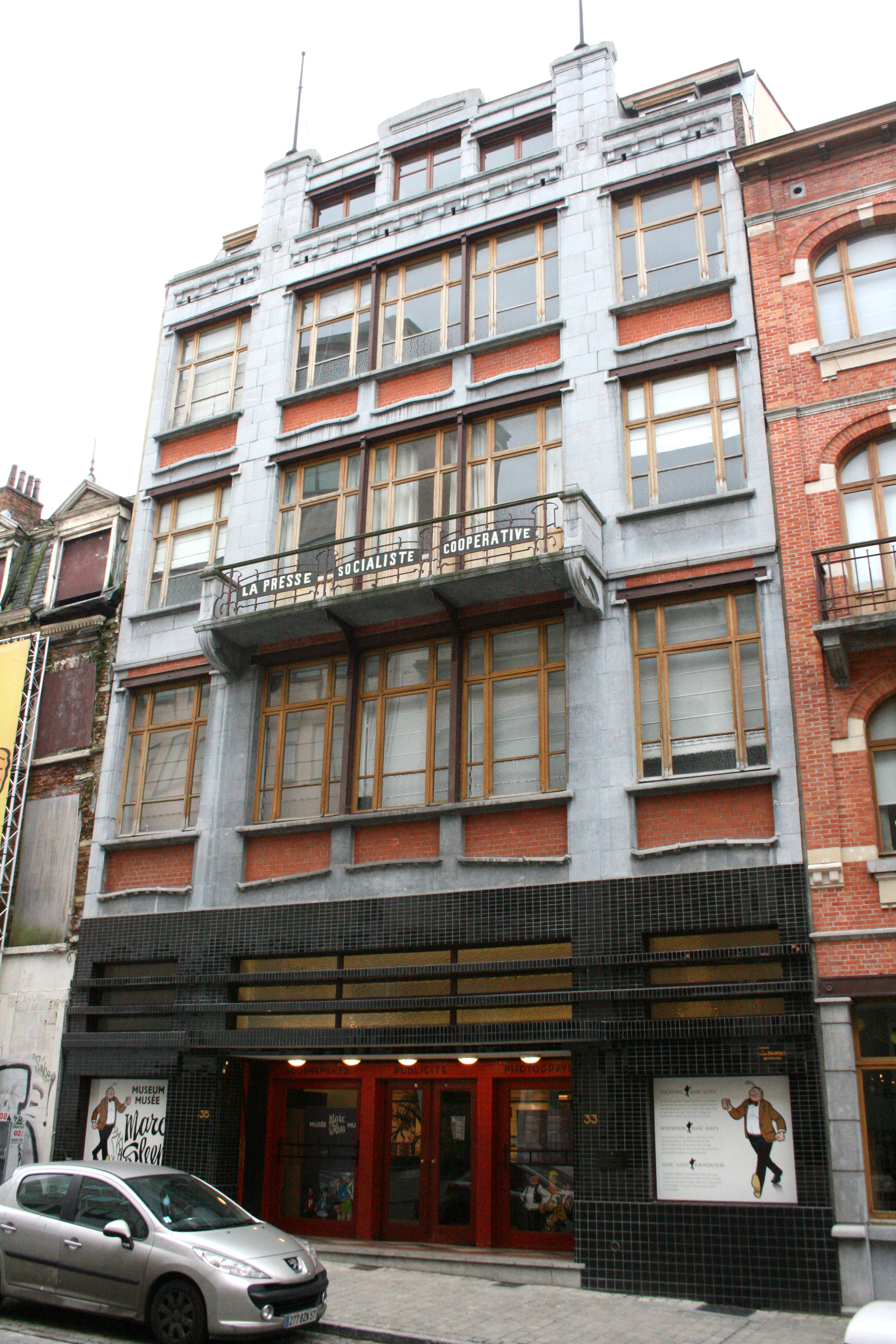
Rue des Sables 33

Au no 20 se trouvent les anciens magasins Waucquez, un bâtiment construit par Victor Horta en 1905. Après sa fermeture en 1974, ce magasin d'étoffes fut racheté par l'État en 1984 et est devenu le Centre belge de la bande dessinée.
Aux nos 33-35 se trouvent les anciens bâtiments du quotidien socialiste Le Peuple. Désertés depuis 1978, ces locaux, une œuvre de l'architecte Richard Pringiers, abritent depuis 2009 un musée consacré à l'auteur de bandes dessinées flamand Marc Sleen.

## Événement folklorique

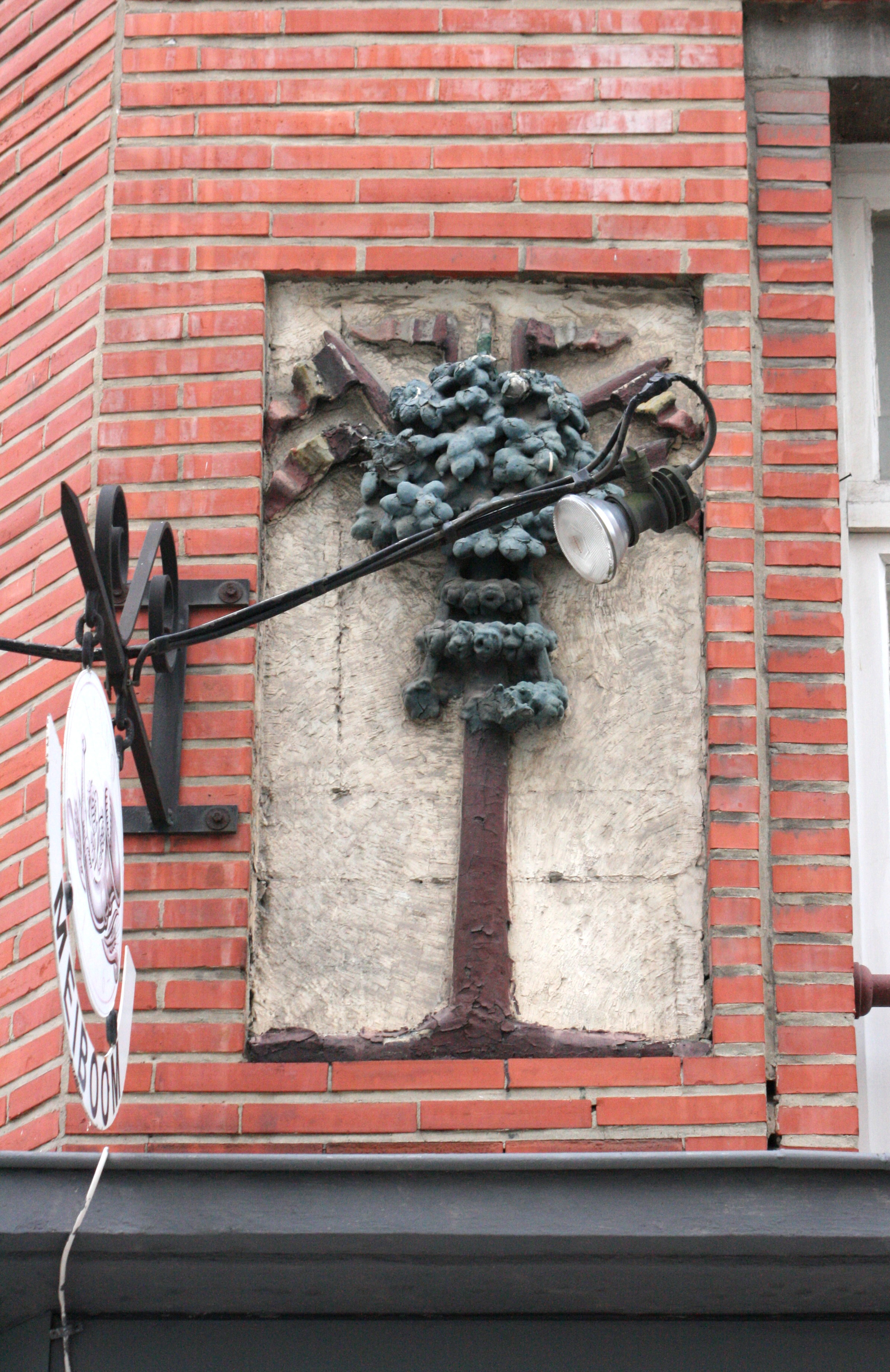
Rue des Sables 39 : haut-relief rappelant la plantation du Meyboom

Au coin de la rue des Sables et de la rue du Marais a lieu chaque année le 9 août avant 17 heures la plantation du Meyboom. Cette tradition folklorique a été reconnue comme patrimoine oral et immatériel de l'humanité par l'UNESCO.